# إس. إف. سعيد
إس. إف. سعيد (بالإنجليزية: S. F. Said)‏ (1967، بيروت في لبنان)؛ كاتِب ومؤلِّف، مُتخصِّص في أدب الأطفال، صحفي وروائي بريطاني. درس في جامعة كامبريدج.